# Boňov
Boňov (s předložkou 2. pád do Boňova, 6. pád v Boňově, německy Boniau, do 17. století Bohuňov, poté Bouňov) je vesnice, místní část Jaroměřic nad Rokytnou, památkově chráněná jako vesnická památková zóna. Ve vesnici žije 81 obyvatel.

## Geografická charakteristika
Zastavěné území místní části Boňov je od zastavěného území místní části Jaroměřic nad Rokytnou vzdáleno 2,8 km. Obě části města spojuje silnice II/401. Tato silnice Boňovem prochází a směřuje k severovýchodu k Lipníku a Dolním Vilémovicím. Silnice III/4015 spojuje Boňov s Ratibořicemi a Štěpánovicemi. Nadmořská výška Boňova se pohybuje mezi 460–475 m n. m. a stoupá směrem k severovýchodu.
Boňov má vlastní požární rybníček napájený bezejmenným potůčkem. Na jih od Boňova protéká potok Ostrý. Ten vytéká z Ostrého rybníka. Zdrojem jeho vod i vod dalšího přítoku potoka Ostrého přitékajícího ze severu je zalesněný vrch Na Skalném (557 m n. m.). Ostrý potok dál směřuje k Jaroměřicím a cestou napájí i rybníky Vlčák a Troubský (lidově „Troubák“).

## Historie
V Boňově je doloženo osídlení mladší doby kamenné. Nalezeny byly kamenné broušené nástroje, především sekery a mlaty. Dále jsou zastoupeny fragmenty lineární keramiky i moravské malované keramiky. Při silnici II/401 bylo objeveno sídliště lidu kultury zvoncovitých pohárů. Žili zde i staří Slované, a to v místech, kde stávala zaniklá ves Pokleky (dnešní trať „Proklaty“).
Boňov se poprvé zmiňuje v listině z 25. ledna 1361. Tehdy jej bítovští Lichtenburkové prodali žďárskému klášteru. V roce 1373 v obci stála tvrz. Od poloviny 15. století se s Boňovem nakládalo jako se součástí jaroměřického panství. Od roku 1562 Boňov nalézáme v ratibořickém panství. Roku 1775 se místní občané zúčastnili nevolnického povstání a roku 1821 se vesnice nepřipojila k robotnímu povstání a bylo jí vyhrožováno vypálením, protože se nepřipojila. V roce 1797 ve škole vznikla škola, ale školní budova pak byla postavena až v roce 1881. Do roku 1849 byla vesnice součástí lesonického panství, od roku 1850 pak patřila pod znojemský okres a od roku 1896 byla součástí okresu Moravské Budějovice. Do roku 1882 patřil Boňov pod Ratibořice, následně pak byl samostatnou obcí a od roku 1976 je součástí města Jaroměřice nad Rokytnou.
V roce 1944 se v nedaleké hájence Na Ostrých ukrývali parašutisti z výsadku skupiny Spelter. Gestapo následně nechalo popravit tři občany Boňova. Byli jimi Michal Kratochvíl, František Pelán a František Durda.
Boňov byl elektrifikován v roce 1930 Západomoravskými elektrárnami (ZME). Jednotné zemědělské družstvo bylo zřízeno roce 1953, v roce 1973 pak bylo sloučeno s JZD Niva ve Výčapech.
V roce 1995 se Boňov stal vesnickou památkovou zónou. Z důvodu vysokých nákladů na rekonstrukci domů v roce 2021 začali obyvatelé vesnice uvažovat o vystoupení ze zóny.
Dne 17. listopadu 2018 byla u vesnice odpůrci úložiště jaderného odpadu vysazena lípa.

## Obyvatelstvo
| Rok            | 1869 | 1880 | 1890 | 1900 | 1910 | 1921 | 1930 | 1950 | 1961 | 1970 | 1980 | 1991 | 2001 |
| -------------- | ---- | ---- | ---- | ---- | ---- | ---- | ---- | ---- | ---- | ---- | ---- | ---- | ---- |
| Počet obyvatel | 263  | 236  | 233  | 247  | 227  | 222  | 223  | 185  | 205  | 174  | 154  | 115  | 99   |

## Pamětihodnosti
- kaple svatých Cyrila a Metoděje – stavba z 60. let 18. století[14]
- obec byla v roce 1995 prohlášena vesnickou památkovou zónou pro téměř původně zachovalý půdorys vesnice a architektonickou hodnotu návesních stavení (štítově orientované uzavřené statky s branou a přízemní domy se zdobenými vjezdovými branami)[15]

## Zajímavosti
- Natáčel se zde televizní seriál Četnické humoresky a Četníci z Luhačovic.

Pohledy z Boňova
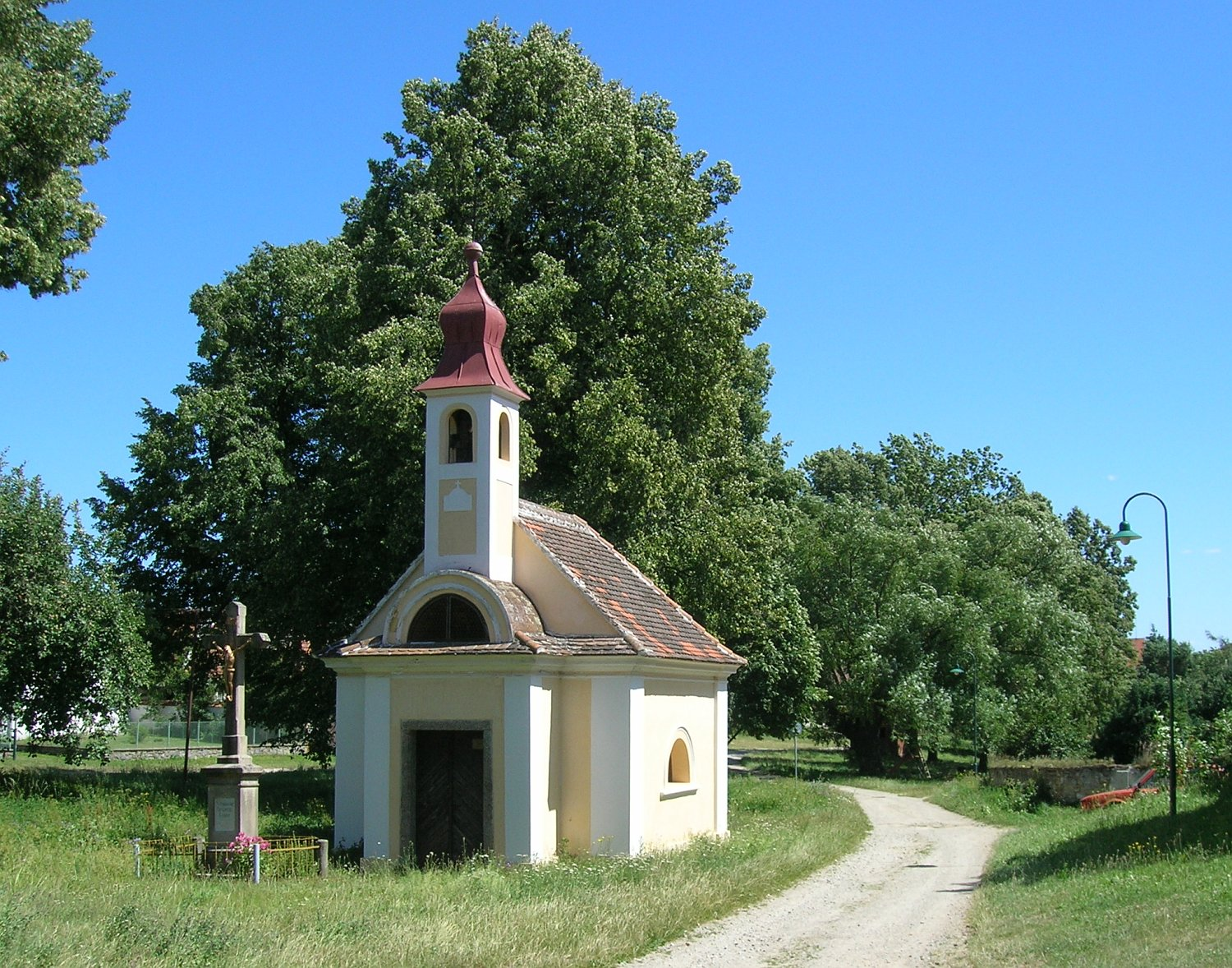
Kaple na návsi
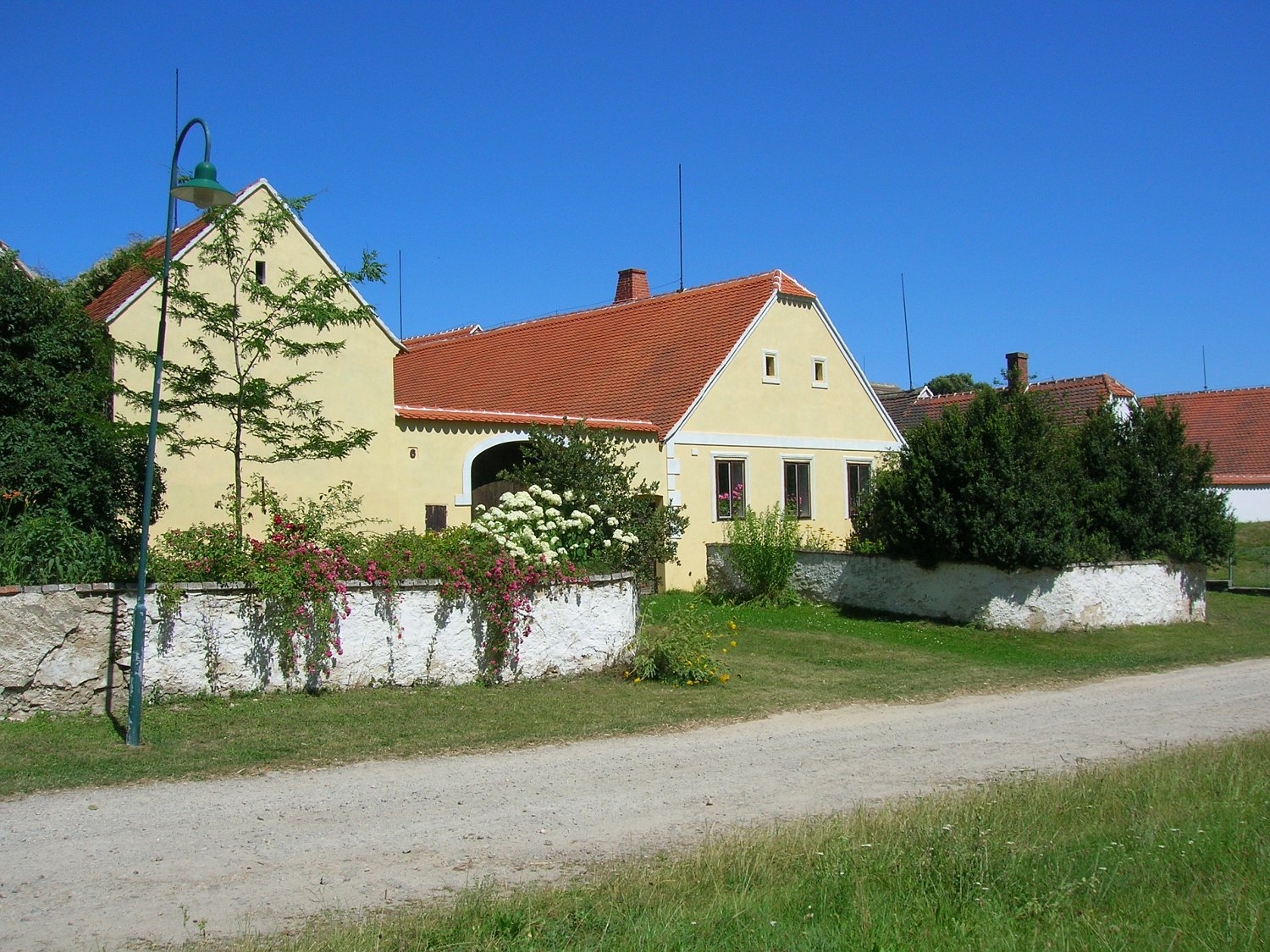
Opravená usedlost
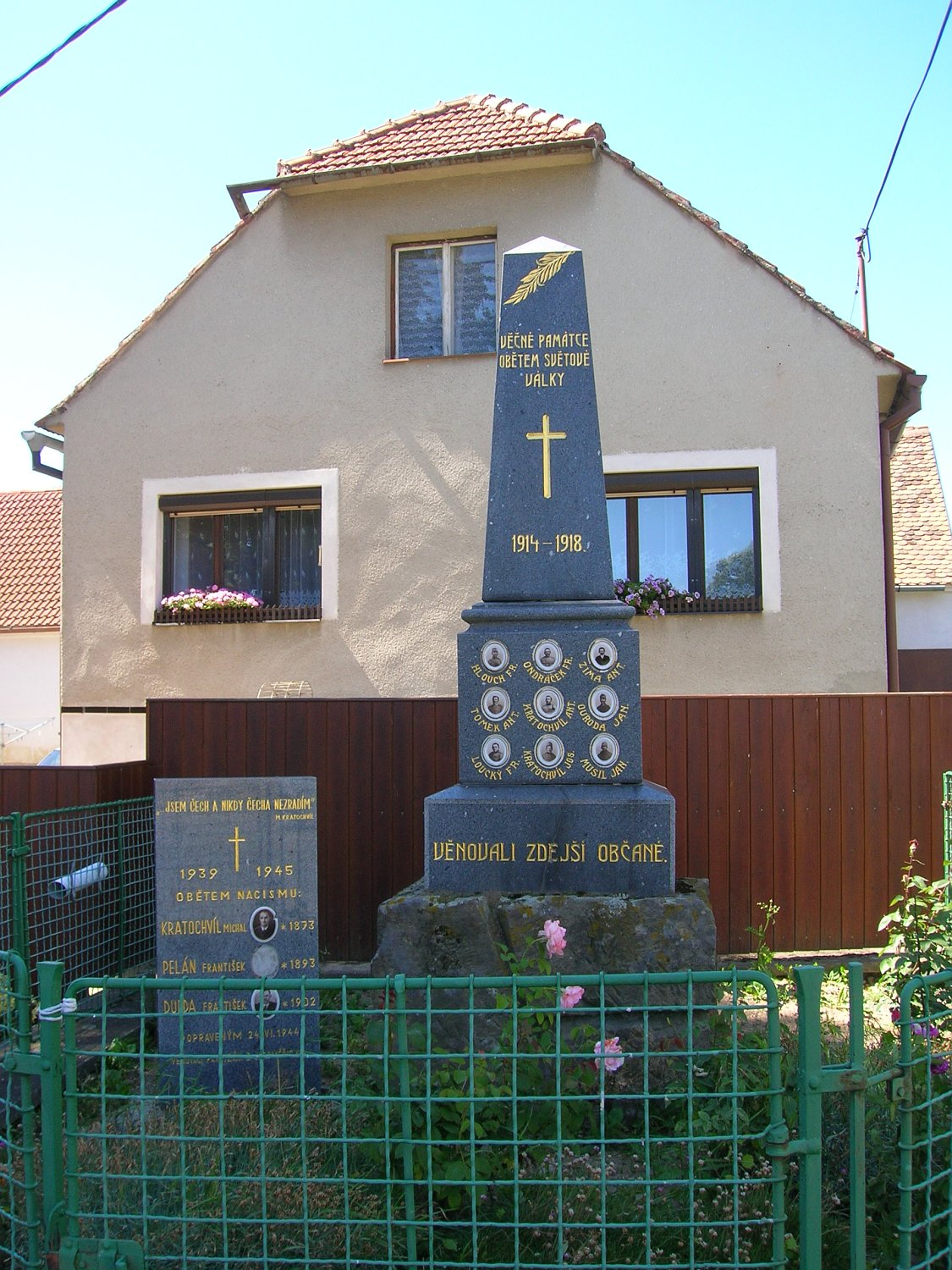
Památník boňovským obětem 1. a 2. světové války